# Sport24.com
sport24.com est un site d'actualité sportive. Le site est fondé en 1998 par Frédéric Sitterlé, puis intégré aux pages sport du Figaro.fr depuis 2006.
La rédaction se compose d'une quinzaine de journalistes permanents, d'un pool d'une vingtaine de commentateurs en direct (des livers) et de plus 40 correspondants dispersés à travers la France et l’Europe.

## Historique

Logo de 1998 à 2006

Le site fondé en 1998 par Frédéric Sitterlé sport24.com gérait depuis 2003 la rubrique sport du site internet du Figaro avant d'être acheté par le groupe Figaro (groupe Dassault) en février 2006, c'est la première fois que le groupe fait une acquisition de ce type.